# 小泉留菜
小泉 留菜（こいずみ るな、1998年2月27日 - ）は、日本のアイドルであり、女性アイドルユニットナナランドの元メンバーである。埼玉県出身。前身ユニットの『drop』での属性は毒、担当カラーは紫、愛称はるなち、ファンの愛称は「毒民（どくみん）」。
過去に『スマイル学園』および『ドリームステーション』にて西脇 留菜、フリーとして三雲 るなの名義で活動していた。過去の愛称は「るなちゅう」、またドリームステーション時代のキャッチフレーズは「全力少女」、ファンの愛称は「ポテトヘッダー」であった。

## 略歴
2012年
- 9月6日、スマイル学園の5期生としてデビュー（クラスSに所属）
- 10月30日、アメーバブログにて「スマイル学園 西脇留菜オフィシャルブログ 今日も1日おつかれちゅー 」をスタート
- 11月14日、スマイル学園として4thシングル「GIVE ME A SMILE」リリース
- 11月24日、受験勉強に専念するためスマイル学園での活動を休止

2013年
- 3月11日、高校受験に合格
- 3月16日、渋谷O-Crestでの「スマイル学園 2012年度 卒業式」より活動再開
- 4月3日、スマイル学園としてアルバム「1st Smile」リリース
- 11月11日、スマイル学園 西脇留菜として公式Twitter開設
- 11月20日、リリース企画“笑顔のたすきリレー”第4弾ユニット 羽矢有佐 with わっきー&いさっきーとして「この星でいちばん夢がかなう場所」リリース

2014年
- 1月5日、Twitterでの情報配信を終了
- 1月6日、スマイル学園 なかのZERO単独公演「Beyond the smile ～笑顔の向こう側～」
- 3月6日、3月29日にスマイル学園を卒業することを発表[1]
- 3月19日、スマイル学園を退学[2]
- 4月10日、公式Twitterを新たに開設
- 4月26日、ドリームステーションに加入。研修生としてライブデビュー
- 4月27日、アメーバブログにて「西脇留菜 Official Blog 感謝の毎日」をスタート
- 7月1日、ドリームステーションチームwaterに選抜され渋谷DESEOにてライブデビュー
- 9月11日、ブログをDiamond Blogでの「ドリームステーション西脇留菜Official Blog 」に移行
- 10月2日、SHOWROOMにおいて『全力少女るなちゅうなり』の配信を開始
- 10月28日、ドリームステーションチームwaterとして 1stシングル「蛇口から出るもの / ミラクルストーリー」リリース

2015年
- 2月20日、ドリームステーション一周年記念1stワンマンライブ
- 4月14日、ドリームステーションチームwaterとして 2ndシングル 「アイドル革命／ドリームステーション～夢のライン～」リリース
- 8月26日、J-SQUARE SHINAGAWAにてドリームステーションチームwaterは9月8日の定期公演をもって解散、及び西脇を含むチームwater６名が卒業することを発表[3]
- 9月8日、表参道GROUNDで開催された『【ドリームステーション∞定期公演 五駅目】〜チームwater解散ライブ〜』をもってドリームステーションを卒業
- 9月17日、ドリームステーション西脇 留菜としてのオフィシャルTwitterでの情報配信を終了
- 10月29日、三雲 るな と名前を変え、Twitterでの情報配信および活動を再開

2016年
- 4月2日、小泉 留菜としてdropに加入。品川ステラボールで開催された「drop全国ツアー『旅せよドロップ～東京編～』」にてお披露目。Twitterも開始
- 5月1日、渋谷WWWで開催された「ゴールデンコンポートDAY1」にてdropとしてライブデビュー

2017年
- 11月30日、drop解散
- 12月、小泉を含むdropの最終メンバー3人は、新たに7人編成によるアイドルユニットナナランドを結成

2018年
- 5月4日 - ディファ有明でおこなわれたナナランドのワンマンライブ「ナナランドのゴールデンランド2018」にてグループ卒業[4]。

## 人物
- 北川景子に憧れて女優を目指し芸能界入りを決意した。[5]
- アイドルとしての目標はモーニング娘。’15、女優業では、北川景子に憧れている。[6]
- 趣味は人間観察、柔軟体操、マーチング鑑賞。特技は空手と柔軟体操。[7]
- 空手は小学校１年生から中学３年生まで習っており、2012年7月8日に初段を取得。[8]
- 小学生時代はサッカー少女だった。[9]
- 2015年6月21日、柔軟体操中に右足小指を骨折。治療のため、一時期、ライブ活動の参加を休止した（MCのみ参加）[10]
- 2017年4月下旬から自動車教習所に通い始め、2017年12月12日に免許取得した事を報告。仮免試験を含む教習期間の学科試験で計31回、卒業後の本試験でも1回落ちた。

## 出演

### 映画
- 貞子3D2（2013年8月30日、東宝） - 女子高生 役
- オー・ファーザー（2014年5月24日、ワーナー・ブラザース） - 女子高生 役
- ノ・ゾ・キ・ア・ナ（2014年6月28日、ゴセント・エスピーオー）
- いっツー THE MOVIE（2014年8月2日、クロックワークス）
- いっツー THE MOVIE 2（2014年8月9日、クロックワークス）
- ぞくり。 怪談夜話～七人の呪われた少女たち～ 第6話｢友達からの電話｣（2015年1月22日） - ミドリ 役

### テレビドラマ
- チーム・バチスタ4 螺鈿迷宮 第3話「画像から見えた真実」（2014年1月 - 3月、フジテレビ）
- 金曜ロードSHOW! 特別ドラマ企画 仮面ティーチャー（2014年2月14日、日本テレビ）

### 音楽番組
- ミューサタ（2015年3月20日、フジテレビ） - バリ押しニューカマーコーナーにドリームステーションチームwaterとして出演

### CM
- タカラレーベン（2015年） - 日めくりカレンダー2月17日担当

### 書籍

#### 雑誌
- 「漫画アクション」FRESH IDOL CHECKコーナーに掲載（2014年8月19日発行）
- 「TRASH-UP!! vol.21」 アイドルに聞く　2014私のベスト５に掲載（2015年2月5日発行）

### ネット配信
- 『全力少女るなちゅうなり』（2014年10月2日 - 2014年7月15日） - 西脇留菜によるSHOWROOMでの個人配信。